# Représentations diplomatiques à la Jamaïque

Carte des représentations diplomatiques en Jamaïque

Voici une liste des représentations diplomatiques en Jamaïque. Il y a actuellement 28 ambassades et hauts-commissariats en poste à Kingston.

## Ambassades et hauts-commissariats
| - Afrique du Sud - Algérie - Allemagne - Argentine - Belgique - Brésil - Canada - Chili - Chine - Colombie - Corée du Sud - Costa Rica - Cuba - Espagne | - États-Unis - France - Inde - Japon - Mexique - Nicaragua - Nigeria - Panama - République dominicaine - Russie - Saint-Christophe-et-Niévès - Trinité-et-Tobago - Royaume-Uni - Venezuela |

## Autre mission
- Bahamas (consulat général)
- Union européenne (Délégation)

## Consulat

### Montego Bay
- États-Unis (Bureau consulaire)

## Ambassades accréditées

### Brasilia
- Malawi
- Singapour
- Tanzanie[6]

### Caracas
- Finlande

### La Havane
- Indonesia[7]
- Turquie

### Mexico
- Serbie

### New York
- Cameroun
- Islande

### Ottawa
- Thaïlande

### Saint-Domingue
- Guatemala
- Israël

### Washington
- Philippines (Washington, D.C.)

## Anciennes ambassades
- Haïti
- Honduras
- Pérou
- Sénégal